# Susumu Hirasawa
Susumu Hirasawa (jap. 平沢進 Hirasawa Susumu; ur. 2 kwietnia 1954 w Katsushika w Tokio) – japoński kompozytor, twórca muzyki elektronicznej, gitarzysta i wokalista, oraz producent muzyczny. Komponuje również muzykę do telewizyjnych filmów dokumentalnych oraz japońskich animacji (anime).

## Życiorys
Susumu Hirasawa zainteresował się tworzeniem muzyki w wieku lat 12. Jego pierwszym instrumentem była gitara elektryczna, zaś jego pierwszy zespół, MANDRAKE, prezentował fascynacje lidera. Muzyka zespołu początkowa progresywna, uległa przemianie na rzecz muzyki punk tworzonej na syntezatorach.
Od 1979 roku związany z grupą P-MODEL (dawniej MANDRAKE), KAKU P-MODEL (solowy projekt Hirasawy, który powstał w 2004 roku), SHUN (solowy projekt powstały w 1984 roku) oraz Global Trotters (S.Hirasawa, Kenji Konishi, Hans Joachim Roedelius). Od 1989 roku tworzy również swój solowy projekt pod nazwą Susumu Hirasawa.
Od 1994 rozpoczyna występy z wykorzystaniem systemu Interactive Live Show według własnego pomysłu. System przypomina RPG, w którym uczestniczą fani na koncercie. Jednym ze sposobów wyboru rozwoju historii na koncercie jest głośność krzyku publiki przy prezentowanych na ekranie słowach TAK i NIE. Występy obsługiwane są za pomocą komputerów Amiga, zaś muzyków od publiczności oddziela półprzezroczysty ekran, na którym wyświetlane są animacje.
Muzyk skomponował dżingiel startowy dla systemu operacyjnego AmigaOS, który pojawił się w wersji 4.0 (wydanej w 2007 roku) i 4.1 (wydanej w 2008 roku).

## Dyskografia

### Albumy
- Jikū no mizu (jap. 時空の水; ang. Water in Time and Space) (1989)
- Science no yūrei (jap. サイエンスの幽霊 Saiensu no yūrei; ang. Ghost in Science) (1990)
- Virtual Rabbit (1991)
- AURORA (1994)
- Sim City (1995)
- SIREN (1996)
- Kyūsai no gihō (jap. 救済の技法; ang. Technique of Relief) (1998)
- Kenja no Propeller (jap. 賢者のプロペラ Kenja no Puropera; ang. Philosopher's Propeller) (2000)
- BLUE LIMBO (2003)
- ICE-9 (2005)
- Byakkoya (jap. 白虎野) (2006)
- Tenko suru wakusei (jap. 点呼する惑星; ang. Planet Roll Call) (2009)
- Genshō no hana no himitsu (jap. 現象の花の秘密; ang. The Secret of The Flowers of Phenomenon) (2012)
- Hologram o noboru otoko (jap. ホログラムを登る男 Horoguramu o noboru otoko; Horoguramu o noboru otoko, ang. The Man Climbing the Hologram) (2015)
- BEACON (2021)
- The Book of Phytoelectron (2024)

### Remake album
- SOLAR RAY (2001)
- SWITCHED-ON LOTUS (2004)
- Totsugen hen'i (jap. 突弦変異) (2010)
- Hen gen jizai (jap. 変弦自在) (2010)
- Dai roku forumanto (jap. 第6フォルマント; ang. The 6th Formant) (2017)
- RUBEDO/ALBEDO (2023)

### Single
- 25.05.1990: World Turbine/Solar Ray (jap. 世界タービン / ソーラ・レイ Sekai Tābin / Sōra Rei)
- 25.06.1991: Bandiria Travellers/Halden Hotel (jap. バンディリア旅行団 / ハルディン・ホテル Bandiria Ryōkōdan / Harudin Hoteru)
- 10.04.1992: Root of Spirit/Fish Song (jap. 魂のふる里／フィッシュ・ソング Tamashii no Furusato / Fish Song)
- 01.08.1996: Siren (jap. サイレン〜siren〜 Sairen)
- 01.11.1997: BERSERK ~Forces~
- 02.04.2012: BERSERK~ARIA

### Soundtracki
- 05.07.1991: DETONATOR Orgun 1 (jap. DETONATORオーガン 1 DETONATOR Ōgan 1)
- 25.10.1991: DETONATOR Orgun 2 (jap. DETONATORオーガン 2 DETONATOR Ōgan 2)
- 25.03.1992: DETONATOR Orgun 3 (jap. DETONATORオーガン 3 DETONATOR Ōgan 3)
- 25.01.1993: Glory Senki (jap. グローリー戦記 Gurōrī Senki)
- 06.11.1997: Kenpū Denki Berserk (jap. 剣風伝寄ベルセルク)
- 01.03.1999: LOST LEGEND (jap. ロストレジェンド Rosuto Rejendo)
- 15.12.1999: Berserk ~ Sennen Teikoku no Taka Hen ~ Wasurebana no Sho (jap. ベルセルク 千年帝国の鷹篇 喪失花の章)
- 06.09.2002: Millennium ACTRESS (jap. 千年女優 Sennen Joyū)
- 25.11.2004: Berserk ~ Sennen Teikoku no Taka Hen ~ Seimsenki no Sho (jap. ベルセルク 千年帝国の鷹篇 聖魔戦記の章)
- 12.05.2004: Paranoia Agent (jap. 妄想代理人 Mōsō Dairinin)
- 23.11.2006: Paprika (jap. パプリカ)
- 26.09.2017: RUINER (gra wideo)

### Wideo
- 21.06.1990: Error (jap. エラー Erā)
- 1994: Making of Tokyo Paranesian
- 1994: Hirasawa 3 Curtains, 3 Hours – Upper (jap. 平沢三幕三時間　上 Hirasawa San Tobari San Jikan Ue)
- 1994: Hirasawa 3 Curtains, 3 Hours – Lower (jap. 平沢三幕三時間　下 Hirasawa San Tobari San Jikan Shita)
- 1995: Sim City Tour 1995-9-6 Tokyo Shibuya Kokaido (jap. Sim City Tour 1995-9-6 東京渋谷公会堂)
- 21.01.1997: Interactive Live Show Kakū no Soprano (jap. Interactive Live Show 架空のソプラノ)
- 05.05.2001: Interactive Live Show 2000 Philosopher's Propeller Version 1.4 (jap. Interactive Live Show 2000 賢者のプロペラ Version 1.4 Interactive Live Show 2000 Kenja no Puropera Version 1.4)
- 24.09.2002: Hirasawa Energy Works LIVE SOLAR RAY
- 26.11.2003: Interactive Live Show 2003 Limbo-54
- 26.11.2003: Interactive Live Show 1995 SIM CITY
- 01.04.2005: LIVE VISTORON / KAKU P-MODEL
- 31.20.2007: Interactive Live Show 2006 Live Byakkoya
- 31.20.2007: Interactive Live Show 1996 Live SIREN
- 10.10.2008: PHONON 2550 VISION
- 15.09.2009: PHONON 2551 VISION
- 15.09.2009: ENDING ERROR / P-MODEL
- 10.02.2010: Interactive Live Show 2009 LIVE Planet Roll Call
- 30.05.2011: PHONON 2553 VISION